# چیپس تورتیا

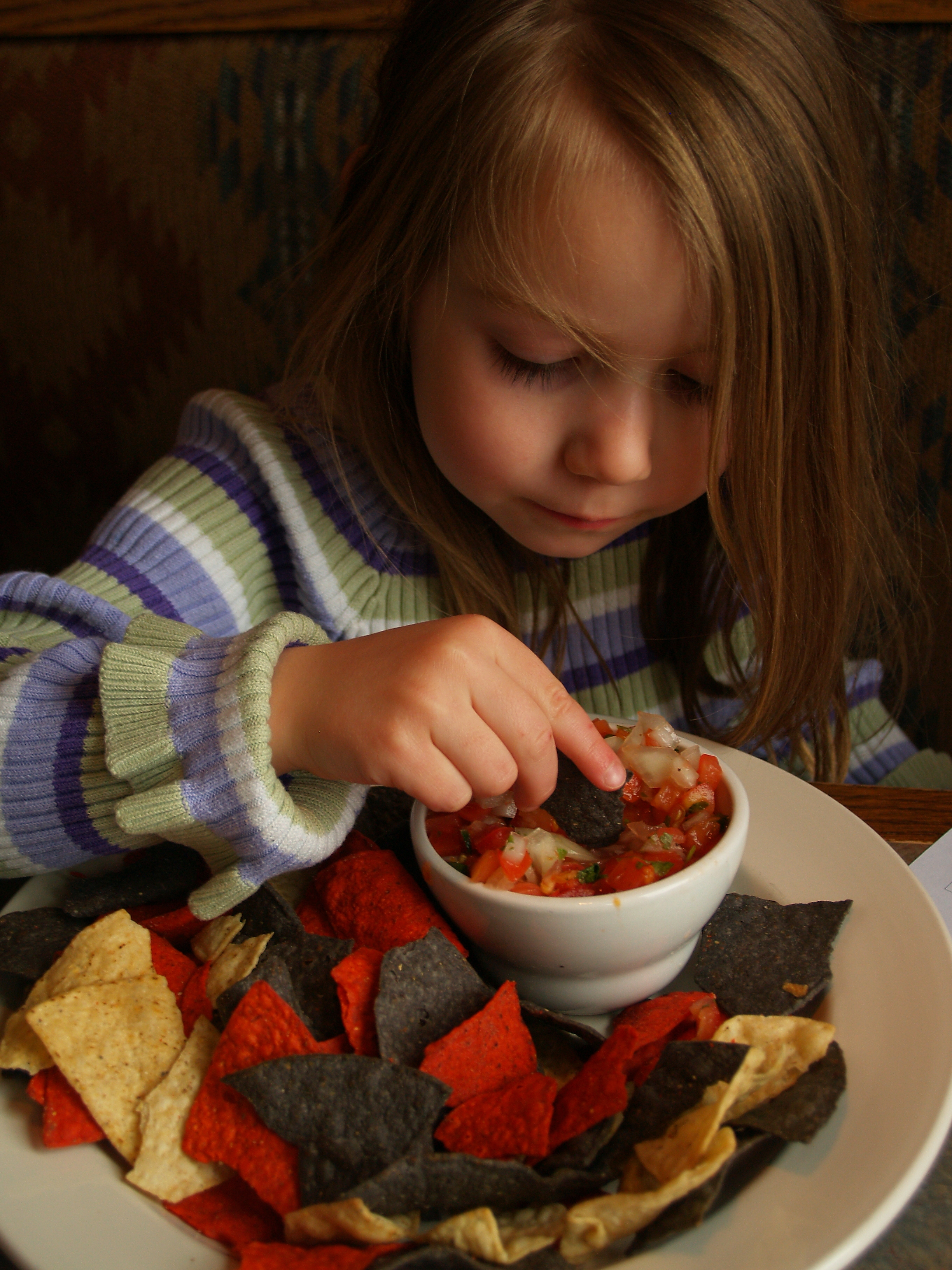
یک دختر جوان در حال خوردن چیپس تورتیا با پیکو د گالو

چیپس تورتیا یک غذای میان‌وعده است که از تورتیاهای ذرت تهیه می‌شود، که به شکل مثلث بریده می‌شوند و سپس سرخ یا پخته می‌شوند (در عوض ممکن است دیسک‌هایی از ماسا ذرت فشرده شده و سپس سرخ یا پخته شوند). تورتیاهای ذرت از ذرت نیکستامالیزه، روغن گیاهی، نمک و آب درست می‌شوند. اگرچه برای اولین بار در اواخر دهه ۱۹۴۰ به صورت تجاری در ایالات متحده در لس آنجلس تولید شد، چیپس‌های تورتیا از آشپزی مکزیکی، جایی که اقلام مشابه به خوبی شناخته شده بودند، مانند توتوپو و توستادا رشد کردند.
اگرچه معمولاً از ذرت زرد ساخته می‌شوند، اما می‌توانند از ذرت سفید، آبی یا قرمز نیز ساخته شوند. چیپس‌های تورتیا که برای غوطه‌ور شدن در نظر گرفته شده‌اند، معمولاً فقط کمی نمک دارند، در حالی که سایر چیپس‌ها ممکن است با طعم‌های مختلف چاشنی شوند.

## تاریخچه
تورتیای مثلثی شکل توسط ربکا وب کارانزا در دهه ۱۹۴۰ به عنوان راهی برای استفاده از تورتیاهای بدشکل رد شده از دستگاه خودکار تولید تورتیا که او و همسرش در کارخانه اغذیه فروشی و تورتیا مکزیکی خود در جنوب غربی لس آنجلس استفاده می‌کردند، رایج شد. کارانزا متوجه شد که تورتیاهای دور ریخته شده، مثلثی بریده شده و سرخ شده، یک میان‌وعده محبوب هستند و آنها را به قیمت یک سکه در کارخانه تورتیا ال زاراپه فروخت. در سال ۱۹۹۴، کارانزا جایزه تورتیای طلایی را به دلیل مشارکتش در صنایع غذایی مکزیک دریافت کرد.

## غذاهای تگزاس-مکزیکی و مکزیکی
چیپس‌های تورتیا یک پیش غذای محبوب در رستوران های تکس-مکس و مکزیکی در ایالات متحده و جاهای دیگر است. محبوبیت آنها در خارج از کالیفرنیا در اواخر دهه ۱۹۷۰ افزایش یافت، زمانی که آنها شروع به رقابت با چیپس ذرت کردند، چیپس انتخابی در سه ربع اول قرن بیستم.. آنها معمولاً با سس دیپ سرو می‌شوند، مانند سالسا، شیلی کانکسو یا گوآکاموله. وقتی با دیپ سرو نمی‌شود، چیپس‌ها اغلب با گیاهان و ادویه‌ها چاشنی می‌شوند. اگرچه آنها در حال حاضر در سراسر جهان در دسترس هستند، ایالات متحده یکی از بازارهای اصلی برای چیپس تورتیا است. نام‌های تجاری تجاری برای چیپس‌های تورتیا شامل تنقلات فیلیاس فوگ، توستیتوس، دوریتوس و دون تاکو (در ژاپن) است.
یک غذای مفصل تر که از چیپس تورتیا استفاده می‌کند ناچو است. اولین بار در سال ۱۹۴۳، ناچوها در مکزیک اختراع شدند. آنها در شهر کوچک مکزیکی Piedras Negras در سال ۱۹۴۳ سرچشمه گرفتند و توسط رستوراندار Ignacio "Nacho" Anaya اختراع شدند."  ناچو چیپس‌های تورتیا است که با پنیر ذوب شده یا خرد شده سرو می‌شود، اگرچه اغلب مواد دیگری مانند گوشت، سالسا (مانند پیکو د گالو)، لوبیا سرخ شده، گواکاموله، خامه ترش، پیاز خرد شده، زیتون، و ترشی هالاپنیو اضافه یا جایگزین می‌شوند. ناچوهای مفصل‌تر اغلب برای مدت کوتاهی پخته می‌شوند تا تورتیاها گرم شوند و پنیر خرد شده ذوب شوند.

## چیپس ذرت
یک میان‌وعده ذرت سرخ شده مشابه چیپس ذرت است که از یک تورتیا ساخته نمی‌شود، بلکه از آرد ذرت که به شکل خاصی پردازش شده‌است، معمولاً یک اسکوپ کوچک است. فریتوس نمونه ای از این موارد است. تفاوت اصلی بین ذرت موجود در تورتیا و چیپس ذرت در این است که ذرت در چیپس تورتیا تحت فرآیندی به نام nixtamalization قرار گرفته‌است که شامل پردازش ذرت خام با اکسید کلسیم است.